# ISO 3166-2:BI
ISO 3166-2:BI è uno standard ISO che definisce i codici geografici del Burundi ed è un sottogruppo del codice ISO 3166-2.
Tali codici sono stati assegnati alle 18 province del paese e sono formati dalla sigla BI-, seguita da due lettere.

## Codici
| Codice | Provincia        |
| ------ | ---------------- |
| BI-BB  | Bubanza          |
| BI-BM  | Bujumbura Mairie |
| BI-BL  | Bujumbura Rurale |
| BI-BR  | Bururi           |
| BI-CA  | Cankuzo          |
| BI-CI  | Cibitoke         |
| BI-GI  | Gitega           |
| BI-KR  | Karuzi           |
| BI-KY  | Kayanza          |
| BI-KI  | Kirundo          |
| BI-MA  | Makamba          |
| BI-MU  | Muramvya         |
| BI-MY  | Muyinga          |
| BI-MW  | Mwaro            |
| BI-NG  | Ngozi            |
| BI-RM  | Rumonge          |
| BI-RT  | Rutana           |
| BI-RY  | Ruyigi           |